# Alfredo Timermans
Alfredo Timermans del Olmo (Madrid, 1961) es un abogado y político español. Ha ocupado diversos cargos de responsabilidad política, aunque en 2004 abandonó la vida pública para dedicarse a la empresa privada.

## Biografía
Estudió en los Jesuitas de Chamartín y se licenció en Derecho por la Universidad Complutense de Madrid. Ejerció la abogacía durante más de una década en diversas empresas, especialmente en los campos civil y mercantil, y en la dirección de personal. En 1993 fue nombrado director general de la Fundación para el Análisis y los Estudios Sociales (FAES).
En 1995 fue elegido Concejal del Ayuntamiento de Madrid y concejal-Presidente del Distrito de Moncloa-Aravaca. En 1996 ocupó el cargo de director general de Asuntos Institucionales del Gabinete de la Presidencia del Gobierno de José María Aznar. En 2000 ocupó el cargo de Subdirector del Gabinete de la Presidencia del Gobierno, con rango de Subsecretario. Entre 2002 y 2004 fue Secretario de Estado de Comunicación, cargo que ocupaba cuando se produjeron los atentados del 11-M en Madrid y se distribuyeron desde el Gobierno a embajadas, consejo de seguridad de la ONU y medios de comunicación informaciones de autoría de los atentados no coincidentes con posteriores investigaciones policiales. En 2005 fue nombrado Delegado de Telefónica en América del Norte.